# Stary Janin
Stary Janin – wieś w Polsce, w województwie mazowieckim, w powiecie przasnyskim, w gminie Krasne.  Ma status sołectwa.
W skład sołectwa Stary Janin wchodzi także Brzozowo Małe.
Do 2023 miejscowość była częścią wsi Nowe Żmijewo.
W latach 1975–1998 miejscowość administracyjnie należała do województwa ciechanowskiego.